# العمليات العسكرية لحرب لبنان 2006
العمليات العسكرية لحرب لبنان لعام 2006 تشير إلى الاشتباكات المسلحة التي بدأتها إسرائيل وحزب الله اللبناني خلال نزاع 2006.

## لبنان
يبلغ عدد سكان لبنان 3,874,050 نسمة. تبلغ نفقاته العسكرية السنوية 540.6 مليون دولار أي 3.1 في المائة (2004) من الناتج المحلي الإجمالي. القوى العاملة الصالحة للخدمة العسكرية: ذكور تتراوح أعمارهم بين 18-49 (821,762) والإناث 18-49 سنة (865,770) (2005). قرار مجلس الأمن التابع للأمم المتحدة رقم 1559 يدعو إلى نزع سلاح حزب الله ونشر الجيش اللبناني في جنوب لبنان. كانت القوات المسلحة اللبنانية في أغسطس 2004 تتألف من 72,100 منهم 70,000 في الجيش و1،000 في القوات الجوية و1،100 في البحرية.
اعتبارا من عام 2005 كان للبحرية اللبنانية نوعان من سفن النقل لست من طراز إديك الفرنسية من 670 طن من النزوح وخمسة 38 طن من طراز مهاجم حراسة دورية ساحلية واثنين من المقتفي مك 2 زوارق دورية من 31 طنا وخمسة وعشرين 6 طن حرفة دورية بحري. ليس لدى لبنان طائرات عسكرية ثابتة الجناحين.
انظر القوات المسلحة اللبنانية لمعدات القوات المسلحة اللبنانية وتنظيمها.
أفادت وسائل إعلام مختلفة أن ما بين 1000 و1200 مدني ومقاتل لبناني قتلوا. بالإضافة إلى ذلك كان هناك ما بين 1500 و2500 جريح وأكثر من 1,000,000 لاجيء مؤقت مع عدد غير معروف من المدنيين المفقودين في جنوب لبنان.

### حزب الله
كان لحزب الله ما يقدر ب 500 ألف فرد حتى أبريل 2004. ورد أن حزب الله حصل على عدد كبير من الأسلحة المضادة للدبابات الروسية الصنع من طراز آر بي جي - 29 عبر سوريا التي هي قادرة على اختراق الدروع على الدبابات الإسرائيلية. وصفت صواريخهم التي يعتقد أنها تحسب 11,000 إلى 13,000 طلقة قبل قصف شمال إسرائيل.

#### حملة صواريخ حزب الله

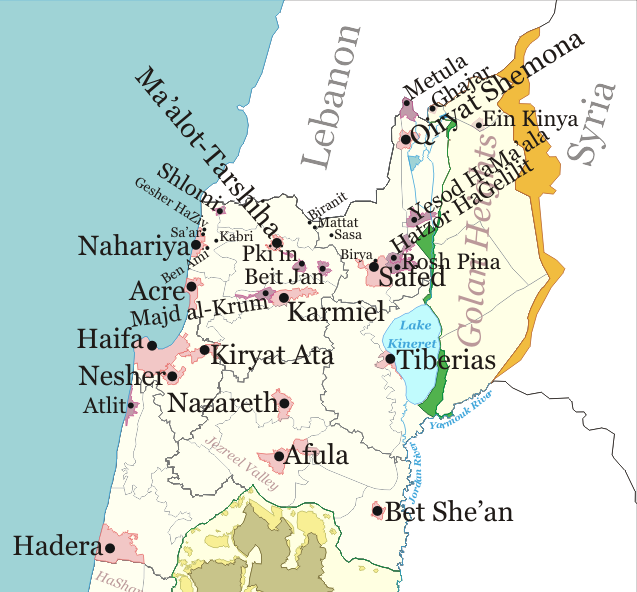
خريطة توضح بعض المناطق الإسرائيلية التي هوجمت بصواريخ أطلقت من الأراضي اللبنانية اعتبارا من يوم الاثنين 7 أغسطس.

كجزء من حملة حزب الله الصاروخية التي بدأت في يوليو أطلقوا صواريخ على جميع المدن الكبرى في شمال إسرائيل بما في ذلك حيفا والخضيرة والناصرة والناصرة العليا وطبريا ونهاريا وصفد والعفولة وكريات شمونة وجبل كرمل ومعالوت ترشيحا وعشرات من الكيبوتسات والموشافيم والقرى العربية والدرزية وكذلك شمال الضفة الغربية. كما أصابت مستشفى في صفد في الجليل الشمالي في 18 يوليو وأصيب بجراح 8.
بحلول 13 أغسطس 2006 أطلق حزب الله نحو 3900 صاروخ على إسرائيل خلال 34 يوما من حرب لبنان عام 2006 مما أسفر عن مقتل 44 مدنيا إسرائيليا و106 جندي بينهم 12 جنديا احتياطيا وإصابة نحو 1400 مدني. ذكر تقرير آخر أن ما مجموعه 4428 صاروخا من حزب الله أصابت إسرائيل. من تلك 972 (23٪) سقطت داخل المناطق المبنية. كان عدد الصواريخ الأطول مدى (أكثر من 50 كيلومترا) حوالي 250 (أو 6 في المائة من المجموع). عانت إسرائيل من 53 حالة وفاة و250 إصابة خطيرة و2000 جريح بجراح طفيفة وتضرر مئات المباني.

##### بدء الحملة
في 12 يوليو 2006 عبر مقاتلو حزب الله من لبنان إلى إسرائيل ونصبوا كمينين لسيارتين تابعتين للجيش الإسرائيلي مما أسفر عن مقتل ثلاثة جنود وإلقاء القبض على جنديين آخرين. قتل خمسة جنود آخرين داخل الأراضي اللبنانية في محاولة إنقاذ فاشلة. في 14 يوليو بعد غارات إسرائيلية على لبنان التي قتلت 60 مدنيا قال السيد حسن نصر الله في حديث مع إسرائيل: «أردت حربا مفتوحة ونحن نتوجه إلى حرب مفتوحة ونحن مستعدون لذلك». أعلن حزب الله إنذارا عسكريا شاملا وقال أن لديه 13,000 صاروخ قادر على ضرب المدن والمنشآت في شمال إسرائيل.
في 15 يوليو أعلن وزير الدفاع الإسرائيلي عمير بيرتز الأحكام العرفية في جميع أنحاء شمال إسرائيل. قال بيرتز للقادة إعداد خطط الدفاع المدني وكثير من ما يقرب من 1,000,000 مدني يعيشون في شمال إسرائيل تم إرسالهم إلى الملاجئ أو هربوا من ديارهم إلى أجزاء أخرى من البلاد.

##### الأحداث في يوليو 2006

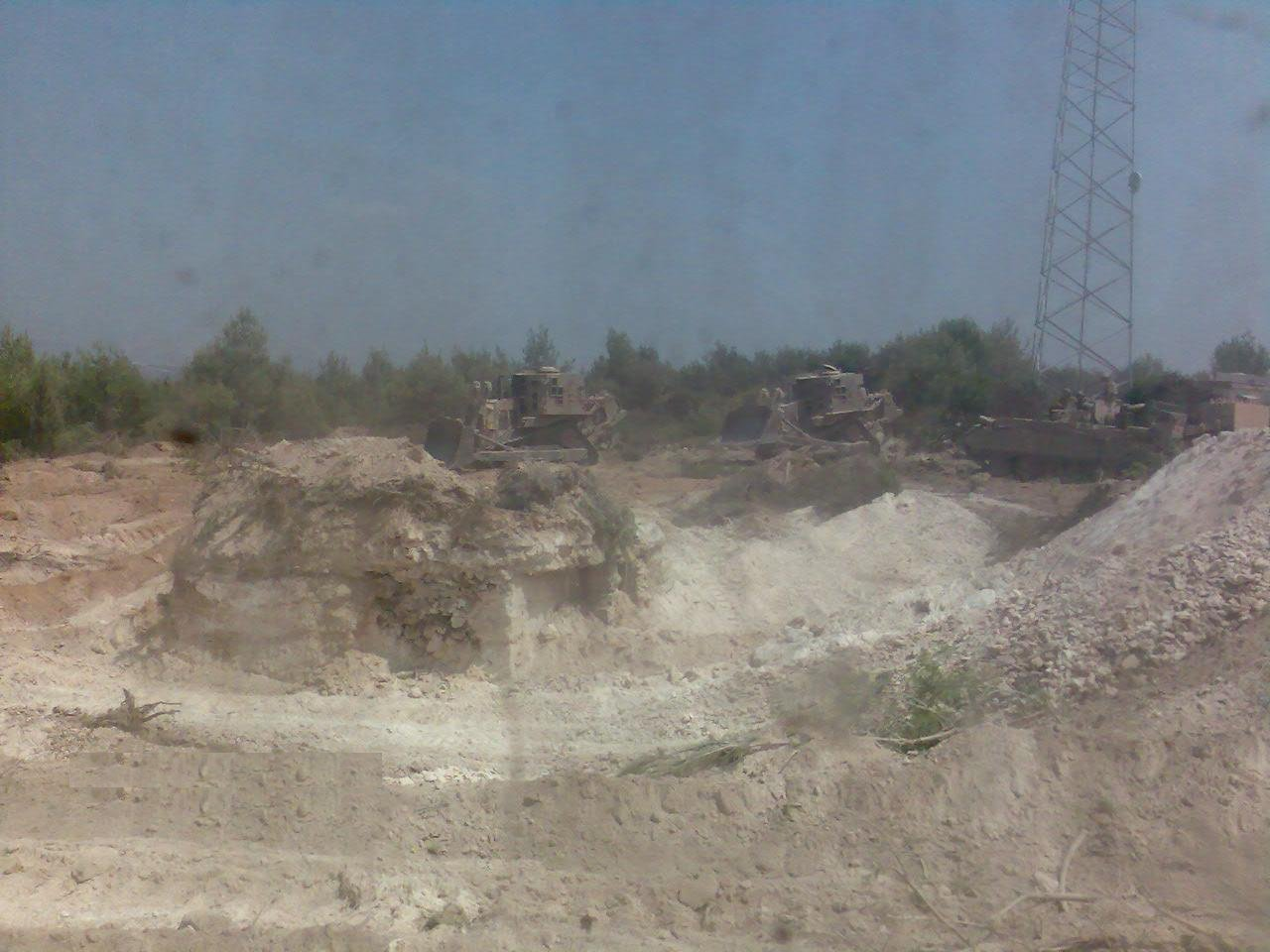
جرافات إسرائيلية تدمر مخبأ لحزب الله.

واصل حزب الله إطلاق أكثر من 1900 صاروخ كاتيوشا وصواريخ أخرى على مدن شمال إسرائيل بما في ذلك نهاريا وصفد وهاتزور هاجليليت وروش بينا وكريات شمونة وكرمئيل والعديد من القرى الزراعية الصغيرة.
توغلت هجمات حزب الله إلى أقصى الجنوب كما في الخضيرة في وسط إسرائيل وكذلك ثالث أكبر مدينة في إسرائيل حيفا وعتليت ومدن وادي مرج ابن عامر الناصرة وعفولة. أفادت قناة المنار أن هجوم حزب الله شمل صواريخ فجر 3 وصواريخ رعد 1 للوقود السائل التي وضعتها إيران. أصابت إحدى الهجمات مستودع إصلاح رايلر = أواد مما أسفر عن مقتل ثمانية عمال وادعى حزب الله أن هذا الهجوم استهدف محطة تخزين وقود إسرائيلية كبيرة مجاورة لمرفق السكك الحديدية. لم يتم ضرب المصنع حتى الآن. حيفا هي موطن لكثير من المرافق القيمة الاستراتيجية مثل أحواض بناء السفن ومصافي النفط ويعتبر استهدافها من قبل حزب الله تصعيدا.
ذكرت شبكة سي إن إن أن العديد من الصواريخ التي ضاعت ضرب المدن أو المناطق المأهولة بالسكان كثيرا ما تسببت في حرائق الغابات داخل شمال إسرائيل.
بحلول 23 يوليو تم استدعاء فرق الطوارئ الإسرائيلية ماجن دافيد أدوم إلى 505 لمواقع هبوط صاروخية حيث قاموا بمعالجة وإجلاء 976 إصابة (36 حالة وفاة و19 حالة إصابة خطيرة و39 حالة متوسطة و278 إصابة طفيفة و604 هجوم قلق).
في 25 يوليو أعلن نصر الله بداية «المرحلة الثانية من نضالنا» التي ستعمل فيها صواريخ حزب الله طويلة المدى على «تجاوز حيفا» ثالث أكبر مدينة في إسرائيل. كان المسؤولون الإسرائيليون يستعدون لشن هجمات صاروخية محتملة على تل أبيب مما يشكل تصعيدا كبيرا في الصراع. لم يتم تنفيذ التهديد حتى الآن ولكن في 26 يوليو 2006 انطلق 60 متطوعا إيرانيا والباسيج للانضمام إلى ما وصفوه بالحرب المقدسة ضد إسرائيل في لبنان. كان الرجال الستين يصلون بالقرب من ضريح آية الله الخميني بجوار أعلام حزب الله قبل مغادرته. قالت الحكومة الإيرانية أنها لن تنشر أفرادا عسكريا منتظمين.
في 27 يوليو أطلق حزب الله 12 صاروخا من نوع خيبر-1 في بلدة العفولة الإسرائيلية التي سبق أن أصيبت من قبل. يقدر أن صاروخ خيبر-1 يمتلك 4 أضعاف قوة ومدى صواريخ كاتيوشا التي استخدمها حزب الله حتى تلك اللحظة. يدعي الجيش الإسرائيلي أن خيبر-1 هو فجر إيراني معدل.
في 30 يوليو أفادت التقارير بأن أكثر من 140 صاروخا أطلقت من مواقع حزب الله إلى إسرائيل وهي أكثرها إطلاقا في يوم واحد منذ بدء عملية تغيير التوجيه التابعة للجيش الإسرائيلي. أوضحت مصادر أخرى أن عدد الهجمات الصاروخية هو 146. قدم المعلقون في صحيفة هاآرتس الإسرائيلية تحليلا لما يمكن أن تكون عليه إستراتيجية حزب الله في إطلاق الصواريخ:

##### الأحداث في أغسطس 2006

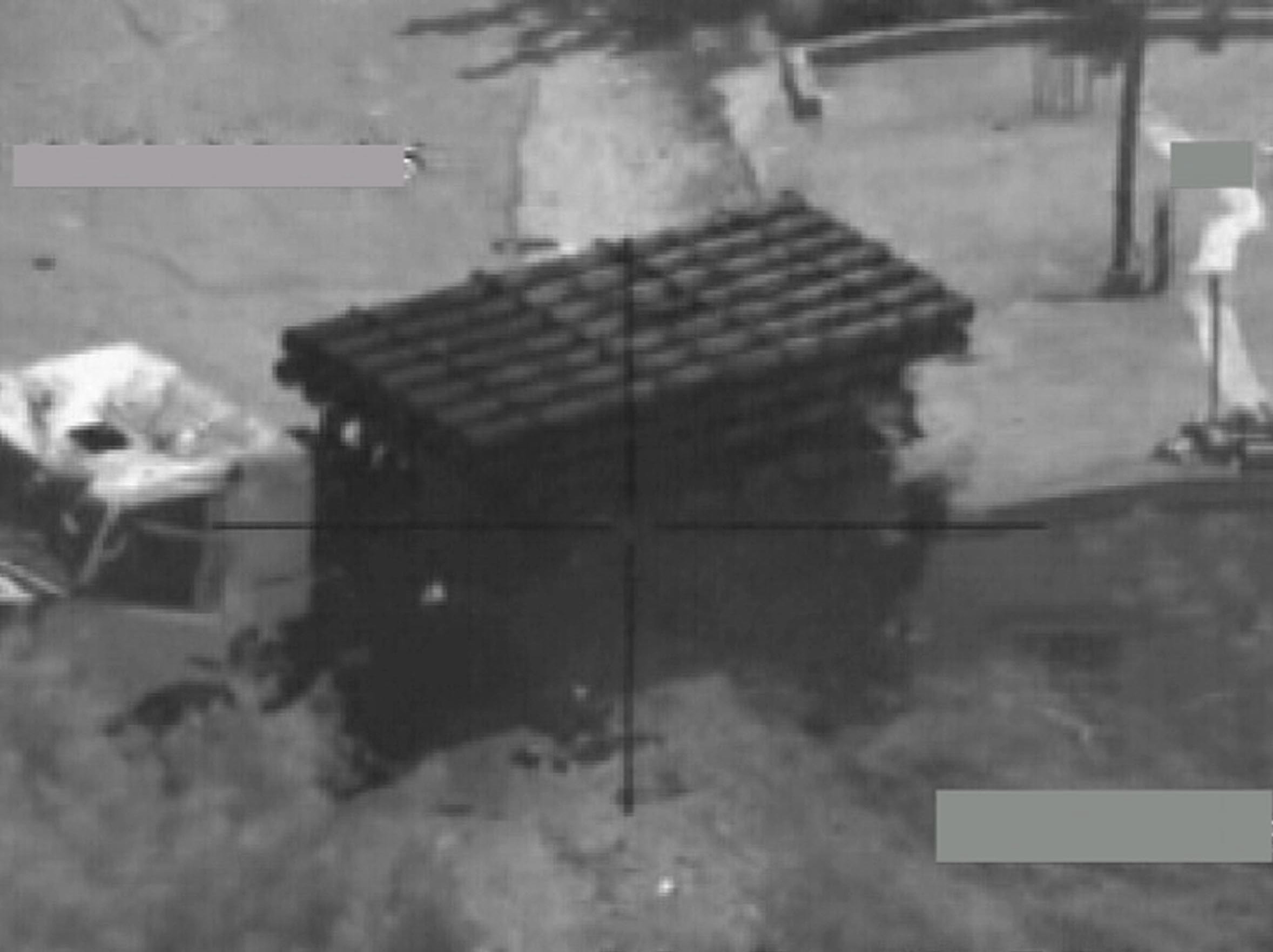
قصفت القوات الجوية الإسرائيلية قاذفة صواريخ متنقلة تابعة لحزب الله.

في بداية أغسطس 2006 اعتقد المسؤولون الإسرائيليون أن عملياتها دمرت الغالبية العظمى من صواريخ حزب الله الأطول أجلا وحوالي ثلث مجموعة كاتيوشا الأقصر إلا أن المجموعة لا تزال لديها العديد من الكاتيوشا التي تكون أصغر حجما ويسهل إخفاؤها أو تخزينها تحت الأرض ويمكن إعدادها وإطلاقها في بضع دقائق.
ومع ذلك اشتدت حملة حزب الله الصاروخية في بداية أغسطس. في 1 أغسطس أطلقت خمسة صواريخ لم يتم التعرف عليها وعدد من قذائف الهاون على الجليل الغربي بين روش حنيكرا ومعلوت يوم الثلاثاء مما أسفر عن إصابة خمسة جنود بجروح.
في 2 أغسطس 2006 أطلق حزب الله أشد ضرباته فأطلق أكثر من 200 صاروخ على إسرائيل. في اليوم نفسه قال محمود قوماتي نائب رئيس المكتب السياسي لحزب الله: «إن قدراتنا الصاروخية لا تزال دون تمحيص وهي كافية على مستويين لكمية الصواريخ التي يعرفونها وفي نوعية أولئك الذين لا يزالون لا يعرفون النوع أو النطاق.» أضاف: «لدينا ما يكفي من الصواريخ لشهور». ضرب خيبر-1 بلدة بيت شان على بعد 70 كيلومترا (43 ميلا) جنوب الحدود اللبنانية وأشد ضحايا حملة الصواريخ حتى الآن. كان ذلك على الرغم من محاولات قوات الدفاع الإسرائيلية لنقل قوات حزب الله إلى شمال الليطاني. أفرجت الشرطة الإسرائيلية عن 160 هجمة صاروخية في الساعة السابعة صباحا مما أدى إلى مقتل إسرائيلي على دراجة هوائية بالقرب من بلدة نهاريا الحدودية. أصابت الصواريخ مدن طبرية ومعالوت ترشيحا وكريات شمونة وكارمئيل وروش بينا وصفد. بحلول الساعة 18:00 مساء أفيد بأن 190 صاروخا تم إطلاقه في لبنان. بحلول عام 2030 يقال أن لبنان ارتفع هذا الرقم إلى 220 صاروخا. أفادت وكالة الأنباء الإيرانية عن وقوع 300 صاروخ الذي ضرب خمسة عشر منطقة داخل إسرائيل.
في 3 أغسطس تعهد حسن نصر الله بضرب تل أبيب ردا على قصف إسرائيل للعاصمة اللبنانية بيروت. قال نصر الله في خطاب بثه التليفزيون: «إذا ضربت بيروت فإن المقاومة الإسلامية ستضرب تل أبيب وستتمكن من القيام بذلك بمساعدة الله». كانت قواته تلحق «بأقصى عدد من الإصابات» على القوات البرية الإسرائيلية.
في 4 أغسطس قدر أن العدد الإجمالي لقاذفات الصواريخ التي دمرتها قوات الجيش الإسرائيلي في لبنان كان «عشرة» وكان تقدير لحزب الله الذي قتله الجيش الإسرائيلي "380". في اليوم نفسه تمكن حزب الله من إطلاق صواريخ وصلت إلى الخضيرة وباردس هناء ويمران حاجز جبال الكرمل ويهددان تل أبيب أكثر من أي وقت مضى.
في 5 أغسطس أعطي عدد من الصواريخ التي أطلقت على إسرائيل 170 شخصا. قال محمد فنيش وهو وزير في الحكومة اللبنانية عن حزب الله أن الميليشيات ستواصل القتال طالما بقيت القوات الإسرائيلية في لبنان. «نحن نلتزم به بشرط ألا يبقى أي جندي إسرائيلي داخل الأراضي اللبنانية وإذا بقوا فلن نلتزم به».
في 6 أغسطس أدى صاروخ مليء بالكرات إلى مقتل 12 جنديا احتياطيا إسرائيليا في كفر جلادي بالقرب من الحدود اللبنانية. في وقت لاحق من نفس اليوم أطلق حزب الله 5 صواريخ على حيفا. لقى 3 أشخاص مصرعهم وأصيب أكثر من 100 شخص في الهجوم. أصابت الصواريخ مناطق سكنية في المدينة وانهار مبنى واحد على الأقل.
في 7 أغسطس أسقطت القوات الجوية الإسرائيلية فوق البحر الأبيض المتوسط طائرة جوية بدون طيار إيرانية الصنع أطلقت من لبنان على ما يبدو من قبل حزب الله.
في 13 أغسطس أطلق حزب الله مائتين وخمسين صاروخا في إسرائيل.

## إسرائيل

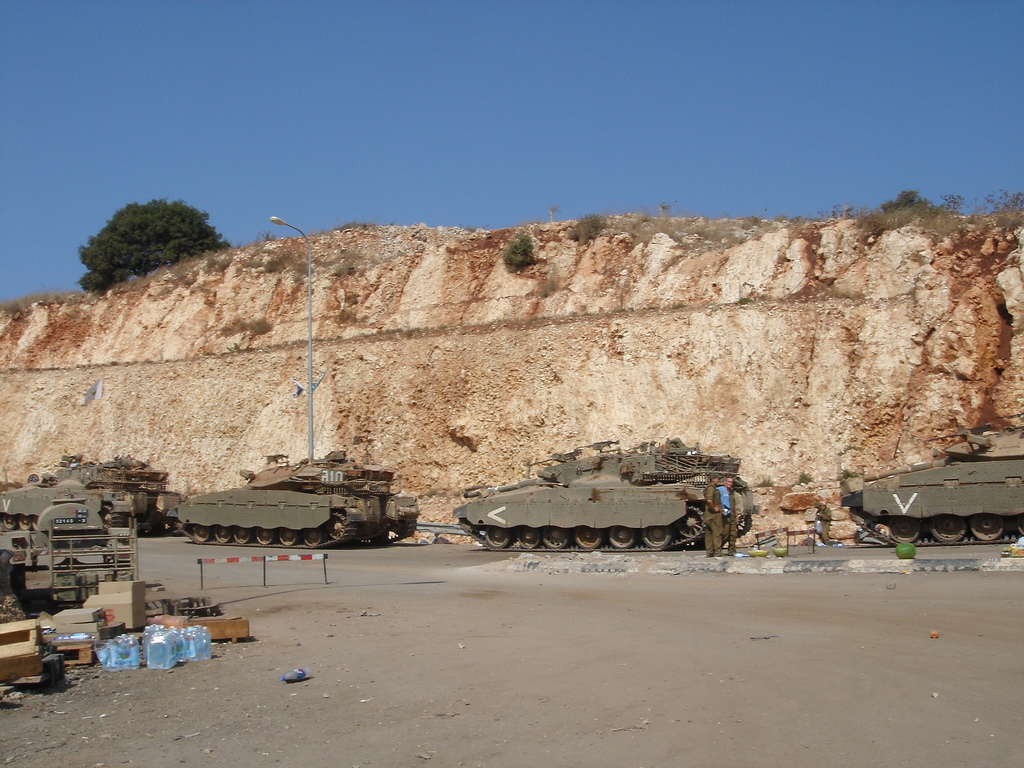
دبابات ميركافا في شمال إسرائيل، أغسطس 2006.

كما استهدف الجيش الإسرائيلي البنية التحتية المدنية في لبنان. قامت القوات الجوية الإسرائيلية بقصف الطرق الدولية بين بيروت ودمشق والجسور والطرق والمطارات والمصانع عدة مرات. أدى ذلك إلى تعطيل الحياة الطبيعية في البلد والصعوبات في توزيع السلع المدنية. كان مطار بيروت رفيق الحريري الدولي من بين الأهداف العديدة للحملة الإسرائيلية في لبنان. كما تحملت المناطق المدنية عبئا هائلا وكانت موضع قصف إسرائيلي مستمر. ضربت الضاحية الجنوبية في بيروت التي كانت تقليديا معقل لحزب الله عدة مرات من قبل الجيش الإسرائيلي وفر العديد من سكانها. حذرت إسرائيل المدنيين اللبنانيين من معاقل حزب الله على إخلاء مدنهم في وقت مبكر من خلال منشورات على الرغم من أن هناك بعض الجدل حول شرعية وفعالية التحذيرات.
بالنسبة لإسرائيل كانت أرقام السكان: 7,052,117 نسمة والنفقات العسكرية: 9.45 مليار دولار (تقديرات عام 2005) تتلقى إسرائيل حوالي 3 مليارات دولار من المساعدات العسكرية والاقتصادية الأمريكية سنويا. النفقات العسكرية -٪ من الناتج المحلي الإجمالي: 7.7٪ (2005). القوى العاملة الصالحة للخدمة العسكرية: ذكور في سن 17-49:: 1,255,902 والإناث في سن 17-49: 1,212,394 (2005). بلغ عدد أفراد الجيش الإسرائيلي في أغسطس 2004 ما يقدر ب 168000 فرد منهم 107500 مجند. كان الجيش 125,000. كانت البحرية 8,000 وكان سلاح الجو 35,000. يمكن تحقيق تعبئة كاملة إلى 576,000 بسرعة مع احتياطيات 408,000.
كان لسلاح البحرية الإسرائيلي ثلاث غواصات من طراز دولفين وثلاثة طرازات من 1075 طنا مع مسدسات بقطر 3 بوصات (76 ملم) وثمانية حركات هجوم سريع من 488 طنا نزولا مع مدافع 3 بوصة (76 ملم) وخمسة عشر حرفة دورية ساحلية تبلغ 39 طنا واثنين من سار 4 هجوم سريع الحرفية الصاروخية من 415 طن وقادرة على تحمل صواريخ سطح هاربون إلى السطح مع 70 ميل (110 كم) مجموعة و227 كجم رأس حربي وثلاثة عشر 54 طن هجوم سريع الحرفية مع السطح إلى السطح صواريخ هيلفاير وواحد 72 طن و2 أصغر حربي هجوم سريع وثلاثة اعتراضية ستينغراي 10.5 طن.
الولايات المتحدة هي المورد الرئيسي للأسلحة الأجنبية في إسرائيل. وفقا لدائرة البحوث في الكونغرس ذهبت 8.4 بليون دولار من شحنات الأسلحة إلى إسرائيل في الفترة 1997-2004 منها 7.1 بليون دولار جاءت من الولايات المتحدة. يذكر أن التمويل العسكري الأمريكي بمنح الولايات المتحدة لإسرائيل يصل إلى حوالي 2.3 مليار دولار سنويا. اشترت إسرائيل من الولايات المتحدة ما مجموعه أكثر من 378 من طراز جنرال دايناميكس إف-16 فايتينغ فالكون و117 من طراز إف-15 إيغل و94 من طراز إيه-4 سكاي هوك و110 من طراز إف-4 فانتوم الثانية. في 21 يوليو 2006 أفيد بأن الولايات المتحدة كانت تسرع في تسليم 5000 قنبلة من طراز جي بي يو-28 مخترق التحصينات إلى إسرائيل.
توقفت إسرائيل عن العمل العسكري الهجومي منذ 14 أغسطس 2006 بعد يوم واحد من قبول إسرائيل لشروط قرار مجلس الأمن التابع للأمم المتحدة رقم 1701.

### الإجراء الأولي

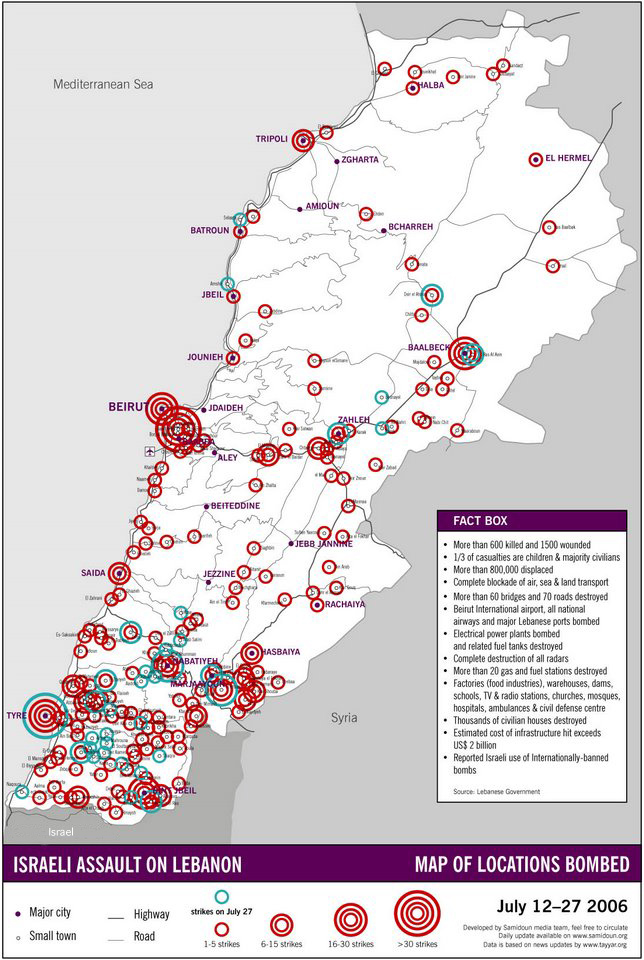
المناطق التي استهدفها القصف الإسرائيلي في لبنان من 12 يوليو إلى 27 يوليو 2006.

ذكرت صحيفة هاآرتس الإسرائيلية أن إسرائيل ردت في غضون ساعتين.
أصدر حزب الله بيانا جاء فيه: «تنفيذ وعدنا بتحرير السجناء العرب في السجون الإسرائيلية وقد استولى مقاتلونا على جنديين إسرائيليين في جنوب لبنان». في وقت لاحق أعلن السيد حسن نصر الله أن: «أي عملية عسكرية لن تعيدهم... لن يعاد السجناء إلا بطريقة واحدة: المفاوضات غير المباشرة وتبادل السجناء».
وفقا لشبكة سي إن إن:
وفقا لواشنطن بوست:
أعلن رئيس الوزراء الإسرائيلي إيهود أولمرت أن الهجوم الذي شنه الجناح العسكري لحزب الله هو «عمل من أعمال الحرب» ووعد لبنان ب«استجابة مؤلمة وبعيدة المدى». قال وزير الدفاع الإسرائيلي عمير بيرتز أيضا أن: «دولة إسرائيل ترى وهي حرة في استخدام جميع التدابير التي تجدها في حاجة إليها وقد أعطيت القوات الإسرائيلية أوامر في هذا الاتجاه».
قالت إسرائيل أنها حملت حكومة بيروت مسؤولية الهجوم لكن رئيس الوزراء فؤاد السنيورة نفى أي علم بالغارة وقال أنه لم يتغاضى عنها. أكد اجتماع طارئ للحكومة اللبنانية هذا الموقف.
كما بدأت الحكومة الإسرائيلية مبادرة للعلاقات العامة في الصحافة والإنترنت لتعزيز وشرح أعمالها في لبنان وهي ممارسة تعرف باسم هسبره. نسقت وزارة الخارجية الإسرائيلية جهود «الدبلوماسيين المتدربين» والجماعات المسيحية اليهودية والإنجيلية الدولية لتتبع وتأثير المواقع الإلكترونية وغرف الدردشة واستطلاعات الرأي المتعلقة بالصراع الإسرائيلي اللبناني عام 2006 فضلا عن صراع إسرائيل وغزة في عام 2006 باستخدام ما يسمى برنامج مكبر الصوت. وصف رون شليفر كيف أن إسرائيل تشارك في الحرب النفسية التي كانت «جزءا لا يتجزأ من عملياتها العسكرية».

### الأعمال العسكرية اللاحقة
في وقت مبكر من يوم 13 يوليو 2006 أرسلت إسرائيل طائرات تابعة لقوات الدفاع الإسرائيلية لتفجير مطار لبنان الدولي بالقرب من بيروت مما أجبر على إغلاقه وتحويل رحلاته القادمة إلى قبرص. ثم قام حزب الله بقصف مدينتي نهاريا وصفد الإسرائيليتين فضلا عن قرى قريبة منها بإطلاق الصواريخ. أسفرت الهجمات عن مقتل مدنيين وإصابة 29 آخرين. بدأ سكان نهاريا يغادرون المدينة بشكل جماعي خوفا من المزيد من هجمات كاتيوشا. فرضت إسرائيل حصارا جويا وبحريا على لبنان وقصفت الطريق الرئيسية بيروت-دمشق.
في 14 يوليو بعد غارات إسرائيلية على لبنان أسفرت عن مقتل 60 مدنيا قال نصر الله: «أردت حربا مفتوحة ونحن نتوجه إلى حرب مفتوحة ونحن مستعدون لذلك».
في مساء يوم الأحد حاول مسلحون من حزب الله التسلل إلى موقع تابع لقوات الدفاع الإسرائيلية على الحدود اللبنانية.
قال دان حالوتس رئيس أركان قوات الدفاع الإسرائيلية أن العمليات البرية ستكون محدودة.
في 23 يوليو 2006 عبرت القوات البرية الإسرائيلية إلى لبنان في منطقة مارون الراس التي تطل على عدة مواقع أخرى قيل أنها استخدمت منصات إطلاق لصواريخ حزب الله.
أفادت الأنباء في 24 يوليو أن الولايات المتحدة تقوم حاليا بتزويد إسرائيل بقنابل «مخبأ القبو» التي يزعم أنها استخدمت لاستهداف زعيم حزب الله اللبناني وتدمير خنادقها.
في 25 يوليو قال حسن نصر الله الأمين العام لحزب الله أن الهجوم الإسرائيلي كان محاولة من الولايات المتحدة وإسرائيل «لفرض الشرق الأوسط الجديد» الذي سيخضع فيه لبنان للهيمنة الأمريكية.
في 25 يوليو هاجمت قوات الجيش الإسرائيلي بنت جبيل أهم مدينة شيعية بالقرب من الحدود. ادعت بعض المصادر أنهم دخلوا المدينة لكن المعركة استمرت لعدة أيام. في 27 يوليو وقع اشتباك قاتل في المدينة وقتل 8 جنود إسرائيليين وبعض ميليشيات حزب الله. أخيرا انسحب الجيش الإسرائيلي من هذه المنطقة في 29 يوليو.
حذر الاتحاد الأوروبي إسرائيل من هجمات غير متناسبة ضد لبنان. بالإضافة إلى ذلك أدان المتحدثون باسم الأمم المتحدة والاتحاد الأوروبي ومنظمة التعاون الإسلامي ومجموعة متنوعة من منظمات حقوق الإنسان إسرائيل لردها «غير المتناسب» على هجمات حزب الله على الرغم من عدم استفزاز إسرائيل لها. إلا أن وزير العدل الإسرائيلي حاييم رامون الذي أجرى محادثات مع رئيس الوزراء الإسرائيلي إيهود أولمرت قال أن: «الجميع يفهم أن انتصارا لحزب الله هو انتصار للإرهاب العالمي». قال أنه من أجل منع وقوع ضحايا بين الجنود الإسرائيليين الذين يقاتلون مقاتلي حزب الله في جنوب لبنان فإن مواقع حزب الله يجب أن تستهدفها القوات الجوية الإسرائيلية قبل أن تتحرك القوات البرية«. كل هؤلاء الموجودين حاليا في جنوب لبنان هم إرهابيون يرتبطون بطريقة ما بحزب الله» حسبما قال السيد رامون. جاءت دعوة السيد رامون لاستخدام قوة نيران أكبر عندما كانت الحكومة الإسرائيلية قد قررت أن تقرر ما إذا كانت ستوسع هجومها العسكري.
وفقا لهيومن رايتس ووتش فإن العديد من اللبنانيين لا يستطيعون الفرار من الجنوب لأن الطرق تقع تحت هجوم إسرائيلي حيث تدافع إسرائيل عن ادعائها بأن مثل هذه الهجمات ستعيق حزب الله عن نقل الأسلحة. تقول هيومن رايتس ووتش أنه وفقا لملاحظاتها وتقاريرها من مصدر جديد مستقل فإن أيا من الهجمات على المركبات أدى إلى قتل عناصر حزب الله أو إعاقة نقل الأسلحة. بدلا من ذلك كان من قتلوا وجرحوا في هجوم المدفعية الإسرائيلية والهجمات الجوية من المدنيين الذين حاولوا الإجلاء بعد تلقي المنشورات حيث كانت العديد من المركبات المدنية المهاجمة ترفع أعلام بيضاء. علاوة على ذلك فإن العديد من اللبنانيين غير قادرين على المغادرة بسبب المرض والجروح التي أصيبوا بها في الهجمات الإسرائيلية أو تقديم الخدمات للمدنيين. أكدت هيومن رايتس ووتش أن التحذيرات مسبقا لا تبرر استهداف إسرائيل لهجمات المدنيين. في تقرير صدر في 3 أغسطس 2006 قام باحثو هيومن رايتس ووتش بتحليل أكثر من 20 هجوما إسرائيليا على المدنيين وخلص إلى أن: «القوات الإسرائيلية قامت في كثير من الحالات بضرب منطقة ليس لها هدف عسكري واضح وفي بعض الحالات يبدو أن القوات الإسرائيلية استهدفت عمدا المدنيين» وأن هذه الهجمات هي جرائم حرب.
قال وزير البيئة اللبناني أن الإضراب في محطة كهرباء في لبنان وما ترتب على ذلك من تسرب نفطي كان له آثار سيئة وقال: «إنها بلا شك أكبر كارثة بيئية عرفها البحر الأبيض المتوسط».
كما هبط جنود إسرائيليون في بعلبك.

### الأعمال التحضيرية
في طبعة أغسطس 2006 من مجلة النيويوركر ادعى الصحفي التحقيقي الفائز بجائزة بوليتزر سيمور هيرش أن مسؤولين في الحكومة الإسرائيلية سافروا إلى الولايات المتحدة في مايو لتبادل الخطط لمهاجمة حزب الله. قال هيرش نقلا عن مستشار حكومي أمريكي: "في وقت سابق من هذا الصيف ... زار عدد من المسؤولين الإسرائيليين واشنطن بشكل منفصل" للحصول على ضوء أخضر لعملية التفجير ومعرفة مقدار ما ستتحمله الولايات المتحدة". نفى المسؤولون الأمريكيون والإسرائيليون هذه المزاعم كما أفادت صحيفة هاآرتس في مارس 2007 أن رئيس الوزراء إيهود أولمرت شهد أمام لجنة فينوغراد بأن عدة اجتماعات تتعلق بحزب الله كانت قد عقدت عند توليه منصبه وأنه ردا على السيناريو المحتمل لخطف الجنود مرة أخرى اختار واحد من عدة خطط عمل بدلا من الاضطرار إلى إصدار حكم مبهم إذا ومتى حدث مثل هذا السيناريو.